# Deutsche Sprintmeisterschaften 2012
Die 16. Deutschen Sprintmeisterschaften im Rudern wurden am 6. und 7. Oktober 2012 auf dem Elfrather See in Krefeld-Uerdingen ausgetragen und vom Crefelder Ruder-Club 1883 organisiert.
Wie im Vorjahr wurden in insgesamt elf Bootsklassen Medaillen vergeben, davon sechs bei den Männern, vier bei den Frauen und eine in der Mixed-Klasse. Die Rennen wurden über eine Distanz von 350 Metern ausgetragen.

## Medaillengewinner

### Männer
| Bootsklasse            | Gold | Silber | Bronze |
| ---------------------- | --- | --- | --- |
| Einer                  | Niklas Kell (RC Hamm von 1890) | Dominik Drüke (TV 1877 Essen-Kupferdreh) | Sebastian Berlin (RV Ems-Jade-Weser) |
| Doppelzweier           | RC Hamm von 1890 Thilo Bialaschik Niklas Kell | TV 1877 Essen-Kupferdreh Dominik Drüke Fabian Weiler | RV Esslingen Kai Luptowitsch Jens Maschkiwitz |
| Zweier ohne Steuermann | RC Hamm von 1890 Maximilian Bandel Falk Müller | USV TU Dresden Albrecht Dunkel Martin Kittelmann | Duisburger RV Kai Wessel Sven Wessel |
| Doppelvierer           | RV Weser Hameln Roelof Bakker Fabian Schönhütte Thorben Hake Jan Jedamski                                                                                   | RG Ghibellinia Waiblingen Andreas Schwab Jan Widmann Jürgen Schmid Markus Baumann                                                                          | RV Nürnberg von 1880 Moritz Schnelle Maximilian Maier Emanuel Hoppenstedt Michael Eiberle                                                                    |
| Vierer mit Steuermann  | Crefelder RC 1883 Thorsten Hütz Jochen Urban Dirk Marterer Lars Henning Carolin Staelberg (Stf.)                                                            | RTHC Bayer Leverkusen Hanno Wienhausen Stephan Volkert Toni Seifert Felix Krane Alex Beaumont (Stm.)                                                       | RRG Mülheim Matthias Borghorst Martin Kiefer Jakob Schleu Martin Tschäge Lennart Schmitz (Stm.)                                                              |
| Achter                 | Crefelder RC 1883 Moritz te Neues Dirk Marterer Matthias Simons Moritz Koch Leonhard Zerni Jochen Urban Thorsten Hütz Lars Henning Carolin Staelberg (Stf.) | RV Münster von 1882 Jan Sauer Maximilian Rolfes Jan Becker Raphael Korte Stefan Schröder Franz Winulf Baade Henrik Stange Stephan Mlecko Ada Stange (Stf.) | RTHC Bayer Leverkusen Fabian Mimberg Hanno Wienhausen Stephan Volkert Toni Seifert Heiner Schwartz Felix Krane Achim Behrens Felix Otto Alex Beaumont (Stm.) |

### Frauen
| Bootsklasse  | Gold | Silber | Bronze |
| ------------ | --- | --- | --- |
| Einer        | Anne Beenken (RV Saarbrücken) | Sandra Schnitzer (Ludwigshafener RV von 1878) | Johanna te Neues (Crefelder RC 1883) |
| Doppelzweier | RV Ingelheim 1920 Jessica Beer Leonie Scheuermann | RV Saarbrücken Anne Beenken Nina Wengert | ETuF Essen Mareike Adams Katja Rügner |
| Doppelvierer | RV Ingelheim 1920 Jessica Beer Lisa Mohr Leonie Scheuermann Antonia Hengst                                                                                       | Crefelder RC 1883 Johanna te Neues Marisa Staelberg Marlene Sinnig Lisa Schmidla                                                                                          | Crefelder RC 1883 Miriam Davids Sara Davids Theresa Lomertin Franziska Horbach                                                               |
| Achter       | Crefelder RC 1883 Mona Benger Rebekka Klemp Sara Davids Miriam Davids Theresa Hülsmann Franziska Horbach Nadine Schmutzler Melanie Staelberg Tjarde Melka (Stf.) | Heidelberger RK 1872 Anjali Magin Annika Sauter Anna-Lena Schatten Maria Hünecke Katlehn Rodewald Sandra Luptowitsch Franziska Heck Katharina Fricke Lisa Michaels (Stf.) | RV Rauxel Julia Starystach Inga Döhring Anna Jesenko Kira Soba Mona Wichmann Katrin Specka Leonie Augustin Anke Verhoven Svenja Prang (Stf.) |

### Mixed
| Bootsklasse  | Gold                                                                     | Silber                                                                                  | Bronze                                                                              |
| ------------ | ------------------------------------------------------------------------ | --------------------------------------------------------------------------------------- | ----------------------------------------------------------------------------------- |
| Doppelvierer | Crefelder RC 1883 Marlene Sinnig Lisa Schmidla Lars Henning Jochen Urban | Stuttgarter RG von 1899 Maximilian Hess Moritz Korthals Svenja Leemhuis Gesine Thiessen | TV 1877 Essen-Kupferdreh Katharina Klatt Ricarda Siegel Dominik Drüke Fabian Weiler |